# Langenstein (Horní Rakousy)
Langenstein je obec v rakouské spolkové zemi Horní Rakousy, v okrese Perg.
K 1. lednu 2013 zde žilo 2 460 obyvatel.